# ماکسیم آتایانتس
ماکسیم آتایانتس (ارمنی: Մաքսիմ Բորիսի Աթայանց؛ انگلیسی: Maxim Atayants؛ زادهٔ ۱ اکتبر ۱۹۶۶) معمار ارمنی‌تبار اهل کشور روسیه است.
ماکسیم آتایانتس در اول اکتبر ۱۹۶۶ در شهر ریازان در خانواده یک مهندس رادیو ارمنی متولد شد. اجداد پدری او از روستای قره گلوخ در استان هادروت قره باغ کوهستانی آمدند و در آنجا کلیسایی را به مقدس مریم ساختند. آتایانتس در سال ۱۹۸۴ به سن پترزبورگ نقل مکان کرد و وارد بخش معماری آکادمی هنرهای زیبای روسیه شد و در سال ۱۹۹۵ از آنجا فارغ‌التحصیل شد. پایان‌نامه فارغ‌التحصیلی او با عنوان «پروژه طراحی موزه نیروی دریایی در کرونشتادت» بود. در سال ۱۹۹۶، این پروژه در نمایشگاه Vision of Europe در بولونیا به نمایش درآمد و در کاتالوگ نمایشگاه منتشر شد. در سال ۱۹۹۵، آتایانتس در مدرسه معماری تابستانی شاهزاده چارلز که توسط بنیاد شاهزاده برای ساختمان جامعه سازماندهی شده بود، تحصیل کرد.

## حرفه
در سال ۱۹۹۶ به دپارتمان سنت پترزبورگ اتحادیه معماران روسیه پیوست. در پایان دهه ۱۹۹۰، ماکسیم آتایانتس پروژه‌های متعددی را برای خانه‌های خصوصی و فضای داخلی خصوصی و شرکتی توسعه داد. از سال ۱۹۹۸ تا ۲۰۰۰، آتایانتس در دانشگاه ساپینزا رم و بخش رم دانشکده معماری نوتردام تدریس می‌کرد. ماکسیم در سال ۲۰۰۰ استودیوی شخصی خود را به نام Maxim Atayants Architects راه اندازی کرد که در پروژه‌های بزرگ شهری تخصص داشت.
از سال ۱۹۹۵ به مطالعه معماری یونان باستان و روم پرداخته‌است. در طول سال‌های ۲۰۰۴ تا ۲۰۱۰، او در خاورمیانه و شمال آفریقا سفر می‌کرد و میراث معماری باقی مانده امپراتوری روم را بررسی می‌کرد.
در سال ۲۰۲۱، به عنوان عضو متناظر آکادمی معماری و علوم ساختمانی روسیه انتخاب شد.

## زندگی‌نامه
وی در  ۱ اکتبر ۱۹۶۶ در ریازان به دنیا آمد و از آکادمی امپریال هنر فارغ‌التحصیل گشت. .